# Kleiputten Terhagen

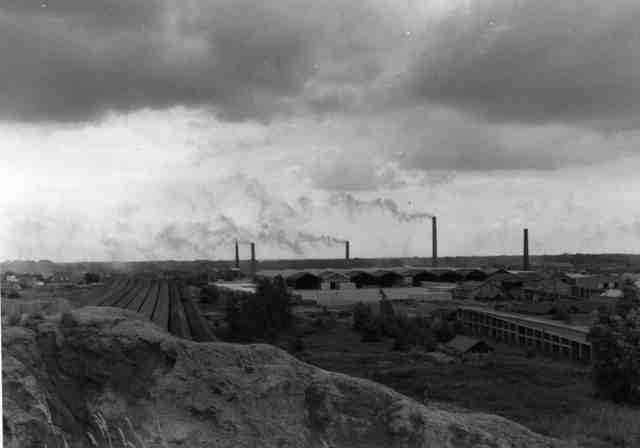
Steenfabriek aan de Steenberghoekstraat waar de klei uit de putten werd verwerkt (1976)

De Kleiputten Terhagen in Terhagen in de Belgische provincie Antwerpen omvatten een gebied en voormalig kleiontginningsgebied dat zich bevindt tussen de wijk Bosstraat te Boom, het dorp Terhagen, de dorpskern van Rumst en het huidige, nog actieve kleiontginningsgebied ten zuiden van Reet.
Het gebied ligt net naast het provinciale domein De Schorre, dat oorspronkelijk ook een kleiontginningsgebied was.

## Bodemsanering
Al voor 1895 werd er in het gebied klei gedolven, na 1960 ook door diepe ontginningen. De hierdoor ontstane kleiputten werden van ca. 1970 tot 1983 gebruikt voor het storten van asbesthoudend afval van de Eternit-fabriek en huisvuil uit Stad Antwerpen. In totaal werd 1.200.000 kubieke meter afval aangebracht. De stort werd later afgedekt met door zware metalen verontreinigde grond. Daarna kreeg de natuur kans het terrein over te nemen. De vervuiling met asbest en andere de gezondheid bedreigende stoffen maakt bodemsanering nodig die in 2021 zal aanvangen. Ook wordt de hoeveelheid asbest in de lucht gemeten door het analyseren van filters. Bij saneringen van gebieden met asbestvervuiling zijn zulke luchtmetingen onontbeerlijk om de concentratie asbestvezels in de omgeving te monitoren, alsook de effectiviteit van de getroffen maatregelen te beoordelen.

## Erkend natuurreservaat
In januari 2023, 6 jaar na de aankoop door Natuurpunt Rupelstreek, werd het natuurgebied Kleiputten Terhagen, 31 hectare groot, door de Vlaamse Regering officieel erkend als natuurreservaat. Die erkenning als natuurreservaat is in Vlaanderen de hoogst mogelijke bescherming die een natuurgebied kan genieten. Daardoor werden er ook nieuwe restricties aan buurtbewoners en bezoekers verboden opgelegd zoals het verbod om planten plukken, sport te beoefenen, meststoffen te gebruiken of vuur te maken. Niet enkel het natuurgebied langs de Nieuwstraat, maar ook het Stuyvenbergbos langsheen de Hollebeekstraat werd mee erkend. Het natuurgebied is te bereiken via de inkompoorten aan het Keibrekerspad en aan de oude Hoogstraat in Terhagen. Je kan er zeldzame soorten als de rugstreeppad, de kamsalamander, de oeverzwaluw en het woudaapje aantreffen.
Het erkende natuurreservaat Kleiputten Terhagen ligt oostelijk van het gebied dat de provincie Antwerpen en de nv De Vlaamse Waterweg willen laten saneren. De plannen daartoe zijn beschreven in een provinciaal ruimtelijk uitvoeringsplan (PRUP). Dit plan voorziet in het ontbossen van 55 hectare spontaan gegroeid bos om de bodemsanering mogelijk te maken en vervolgens een gefaseerde herbebossing tussen 2022 en 2027.